# Иполито де Медичи
Ипòлито ди Джулиàно де Мèдичи (на италиански: Ippolito de' Medici; * март 1511, Урбино, Херцогство Урбино; † 10 август 1535, Итри) е италиански кардинал и архиепископ, управлявал като „глава на града“ Флоренция до „третото изгонване на Медичите“ през 1527 г. и участвал в експедицията на император Карл V от Хабсбургите срещу османските турци през 1532 г.
Красив на външен вид и богат на талант и култура, автор на рими, преводач на бели стихове на втората книга на „Енеида“, която той посвещава на своя метреса Джулия Гонзага, неспокоен, амбициозен, заобиколен от поети, учени, художници, музиканти, но също така и от наемни войници, той е сред най-странните фигури на своето време.

## Произход
Иполито е извънбрачен син и единствено дете на Джулиано II де Медичи (1479 – 1516), херцог на Немур от 1515 г., господар на Флоренция от 1513 г. и генерален капитан на Църквата от 29 юни 1515 г. до смъртта си, и на Пачифика Брандани от Урбино (? – 1511), придворна дама в двора на Урбино. Негови дядо и баба по бащина линия са Лоренцо Великолепни, банкер, де факто владетел на Флорентинската република, най-могъщият и ентусиазиран покровител на ренесансовата култура в Италия, и Клариса Орсини, а по майчина – благородникът Джовани Антонио Брандани.

## Биография
Иполито де Медичи е едва на пет години, когато губи баща си (1516 г.). След това е приет от роднини, по-специално от чичо си папа Лъв X и после от кардинал Джулио де Медичи, който го посвещава в църковната кариера. Когато през 1523 г. чичо му Джулио става папа под името Климент VII, Иполито е кандидат е за наследник на властта над Флоренция заедно с братовчед си Алесандро де Медичи, извънбрачен син на чичо му, под опеката на кардинал Силвио Пасерини, тъй като и двамата са само на 12 години.
Когато ландскнехтите на Карл V завладяват Рим с прочутото Разграбване на Рим през 1527 г., цялото семейство бяга от града при т. нар. „трето прогонване на Медичите“. Когато папа Климент VII възстановява мир с императора, той получава помощ да превземе отново град Флоренция с обсадата от 1529 – 1530 г., след което херцог Алесандро де Медичи е поставен начело на града. Иполито се надява да бъде избран вместо омразния си братовчед Алесандро, негов съперник, докато вместо това е изгонен от Флоренция, първо като архиепископ на Авиньон, докато папа Климент VII като компенсация не го прави кардинал през 1529 г., само на 18 г. с титлата на Света Праксида (променен на 3 юли 1532 г. с тази на Сан Лоренцо ин Дамазо) и го номинира за епископ на Авиньон. До назначаването на кардинал Алесандро Фарнезе Младши, номиниран от Павел III, той е най-младият италиански кардинал.

Той е кардинал легат в Умбрия (от 1529 г.), администратор на епархиите Монреале, Казале и Лече.
През юни 1532 г. папата го назначава за вицеканцлер и го изпраща като нунций при император Карл V, с дестинация Регенсбург. Запален повече от войната, отколкото от религията, Иполито участва активно в отбраната на Виена от нападенията на османската армия: в прочутия портрет, който Тициан му прави, той е представен с унгарско военно облекло, а не с кардиналски пурпур.
Той се завръща в Рим още през февруари 1533 г. Буен, неспокоен и амбициозен, Иполит е красив на външен вид и богат на остроумие и култура; в римската си резиденция в Марсово поле той се заобикаля с поети, учени, художници, музиканти, но също и наемни войници. Самият той е автор на поетични текстове и превежда втората книга на „Енеида“ в бели стихове, които посвещава на своята приятелка Джулия Гондзага от принцовете на Сабионета.
През 1535 г. Иполито е изпратен от флорентинците като посланик при император Карл V, за да разобличи сериозните злоупотреби, извършени от братовчед му, херцог Алесандро, но по време на пътуването той се разболява и умира едва на 24 години, очевидно от отравяне, дело на неговия сенешал Джовани Андреа де Франчески, родом от Борго Сан Сеполкро, който също е подложен на процес. Изглежда, че престъплението е замислено от братовчед му Александро със съучастието на папата. Погребан е в църквата Сан Лоренцо ин Дамазо в Рим.
Неговият ценен портрет, дело на Тициан, се съхранява в Палатинската галерия на Палацо Пити във Флоренция.

## Брак и потомство
Иполито не се жени.
От Джулия Гонзага (* 1513, Гацуоло, † 16 април 1566, Неапол), дъщеря на Лудовико Гонзага, граф на Сабионета, известна със своята красота, наскоро овдовяла от Веспасиано Колона, граф на Фонди, има един извънбрачен син:
- Аздрубале де Медичи († 13 юли 1565),[6] рицар на Малтийския орден, загива при обсадата на Форт „Свети Михаил“ на остров Малта.